# 科特區
科特區（西班牙語：Cot），是哥斯達黎加的一個區，位於該國東部卡塔戈省，距離卡塔戈5公里，面積15.06平方公里，海拔高度1,810米，2010年人口9,630，人口密度每平方公里639.44人。